# Blæsende Gry
Blæsende Gry er en roman skrevet på dansk af den færøske forfatter William Heinesen (1900-1991). Blæsende Gry, der var Heinesens debutroman, blev udgivet af  Levin & Munksgaard Forlag i 1934 og i 2020 genudgav H.N. Jacobsens Boghandel, Tòrshavn den i sin oprindelige udgave.
Blæsende Gry tematiserer religiøse problematikker, excentriske personligheds- og samfundsbeskrivelser. Det er disse beskrivelser, der i høj grad kobler bogen til Heinesens senere forfatterskab.

## Handlingen
Romanen er en realistisk skildring af livet i bygden Trymø og i købstaden Holmvige på Færøerne. Her udspiller der sig et rigt liv, der antyder en moderne samfundsform med handel, fiskeri og fiskeforarbejdning som grundlag.
Sammen med den ændrede erhvervsstruktur følger religiøse strømninger, der skaber modsætninger mellem traditionel kirkereligiøsitet og de nye lægmandsretninger, som f.eks Indre Mission og de uafhængige ”Bekendere” med deres forestilling om, at troen bygger på den individuelle omvendelse, der bør bekendes offentligt. 
Romanens persongalleri omfatter en lange række karakterer, hvor det unge par, degnesønnen og skibsføreren Gotfred og købmands- og rederdatteren Georgina, samt hendes mistænksomme og gammeldags far danner en gruppe. Over for dem står den unge reder Sylverius i Holmvige, der gifter sig med den smukke Simona fra Trymø.
Efter mange overvejelser over, hvordan det er muligt at forene en moderne og dynamisk forretningsvirksomhed med en personlig, renfærdig og inderlig ”Bekendertro”, lader Sylverius og Simona sig døbe ind i sekten. Romanen er på denne måde en interessant skildring af de ændrede strukturer i det færøske erhvervs- og trosliv i 1920-30’erne.